# 名古屋市立鳴海中学校
名古屋市立鳴海中学校（なごやしりつ なるみちゅうがっこう）は、愛知県名古屋市緑区六田二丁目にある市立中学校。通称は「鳴中」（なるちゅう）。
周辺にある中学校の多くは、元は同校の分校であった。

## 概要
基本的に、名古屋市立相原小学校と名古屋市立鳴海小学校を卒業した生徒が進学する。
名古屋市立の中学校では唯一、小学校と同等の給食制度がある（他の中学で実施しているスクールランチについても法律上は給食である）。

## 沿革
- 1947年（昭和22年）4月 - 「愛知郡鳴海町立鳴海中学校」として開校[1][2]。
- 1963年（昭和38年）4月 - 愛知郡鳴海町が名古屋市に併合され「名古屋市立鳴海中学校」に校名を変更[1][2]。
- 1963年（昭和38年）6月 - 完全給食開始[2]。
- 1966年（昭和41年）4月 - 障害児学級を開設[2]。
- 1969年（昭和44年）9月 - 今の名古屋市立緑高等学校がある場所から、現在の場所に移転[2]。

## 学校行事
- 入学式
- おはよう活動
- グリーンバッグ活動
- 修学旅行（2018年は、東京と横浜に行った）
- 稲武野外教育
- 体育大会（生徒会種目があり、体育大会直前には、生徒が競技を練習する姿がみられる。）
- 合唱コンクール
- 年賀状コンクール
- 職場見学学習（1年生）
- 職場体験学習（2年生）
- 卒業式

## 部活動

### 体育・運動部
- 軟式テニス部（女子）
- 野球部
- バスケットボール部（男子）
- バスケットボール部（女子）
- サッカー部
- 陸上競技部
- ハンドボール部
- バレーボール部 (女子)

### 文化部
- 美術部
- 吹奏楽部

## 通学区域

### 鳴海学区
相原町、雷、石畑、上中町、会下、扇川堤塘、乙子山（一部）、片坂、上汐田、上汐田堤塘、栢木、北浦（一部）、作町、下中、下拾貫目堤塘、宿地（一部）、城、善明寺、砦、根古屋、白山、花井町、平部、文木（一部）、本町、三皿、向田、最中堤塘、矢切、柳長、薬師山、六田1丁目、浦里5丁目

### 相原学区
相原郷1丁目、相原郷2丁目、大形山（一部）、尾崎山1丁目、曽根1丁目、鳥澄1丁目、鳥澄2丁目、鳥澄3丁目、六田2丁目、若田1丁目、若田2丁目、若田3丁目

## 周辺の施設
- 名古屋市立緑市民病院
- 緑保健センター
- 緑スポーツセンター
- 名鉄自動車学校
- 扇川
- 名古屋市立緑高等学校
- 六田公園
- 相原小学校

## 交通アクセス

### 鉄道
- NH 名鉄名古屋本線「左京山駅」または「鳴海駅」下車後、徒歩約20分。

### バス
- 名古屋市営バス「六条」停留所または「緑高校」停留所下車後、徒歩約5分。

## 著名な出身者
- 田山涼成（俳優）